# Таиро
Таиро (大老, "велики старешина") је била титула високог званичника у шогунату слично данашњем премијеру. Таиро је председавао вишим саветницима - роџуима у случајевима изненадне политичке потребе. Таиро је биран међу фудаи даимјоима, који су традиционално били најближи са владајућом династијом Токугава. Ова позиција налазила се одмах испод шогуна тако да је у случају шогуновог изненадног одсуства таиро преузимао његове послове.

## Листатаироа
| Име                 | Област | Од                 | До                 |
| ------------------- | ------ | ------------------ | ------------------ |
| Сакаи Тадајо        | Харима | 12. март 1636.     | 19. март 1636.     |
| Дои Тошикацу        | Шимоса | 7. новембар 1638.  | 10. јул 1644.      |
| Сакаи Тадакацу      | Обама  | 7. новембар 1638.  | 26. мај 1656.      |
| Сакаи Тадакијо      | Харима | 29. март 1666.     | 9. децембар 1680.  |
| Ии Наозуми          | Оми    | 19. новембар 1668. | 3. јануар 1676.    |
| Хота Масатоши       | Шимоса | 12. новембар 1681. | 28. август 1684.   |
| Ии Наооки           | Оми    | 13. јун 1696.      | 2. март 1700.      |
| Јанагисава Јошијасу | Јамато | 11. јануар 1706.   | 3. јун 1709.       |
| Ии Наооки           | Оми    | 13. фебруар 1711.  | 23. фебруар 1714.  |
| Ии Наојуки          | Оми    | 28. новембар 1784. | 1. септембар 1787. |
| Ии Наоаки           | Оми    | 28. децембар 1835. | 13. мај 1841.      |
| Ии Наосуке          | Оми    | 23. април 1858.    | 24. март 1860.     |
| Сакаи Тадашиге      | Харима | 1. фебруар 1865.   | 12. новембар 1865. |